# Grain (papier)
Pour les articles homonymes, voir Grain.
Le grain d'un papier est son état de surface ou rugosité, si on le considère du point de vue physique ; sa texture, du point de vue de l'aspect. Le papier à grain fin est le plus lisse.
La taille et la répartition des aspérités joue un rôle dans l'application et le rendu du dessin et de la peinture. Les techniques sèches — crayon, pastel — utilisent le plus souvent un papier rugueux, d'une part parce que l'instrument s'y use plus facilement, et d'autre part parce que les creux retiennent la poudre déposée.
En gravure à la manière noire et en lithographie et ses dérivés, on effectue le grainage de la surface d'impression afin de permettre une impression en demi-teinte, alors que sur surface lisse on n'a que du dessin au trait. Il en résulte une sorte de trame aléatoire qui permet de varier les nuances.